# Многоножки-броненосцы
Многоножки-броненосцы (лат. Oniscomorpha) — надотряд многоножек, состоящий из двух современных отрядов (Glomerida и Sphaerotheriida) и одного вымершего отряда (Amynilyspedida).

## Название
Русское название многоножек-броненосцев связано с их способностью сворачиваться при опасности в клубок наподобие броненосцев-млекопитающих. Это пример конвергентной эволюции — независимого возникновения одного и того же признака в разных систематических группах.
Латинское название Oniscomorpha (дословно «мокрицеподобные») указывает на то, что некоторые мокрицы (Oniscidea), например, мокрица-броненосец обыкновенная, тоже способны сворачиваться в клубок. Мокрицы-броненосцы относятся к ракообразным и не являются близкими родственниками многоножек-броненосцев.

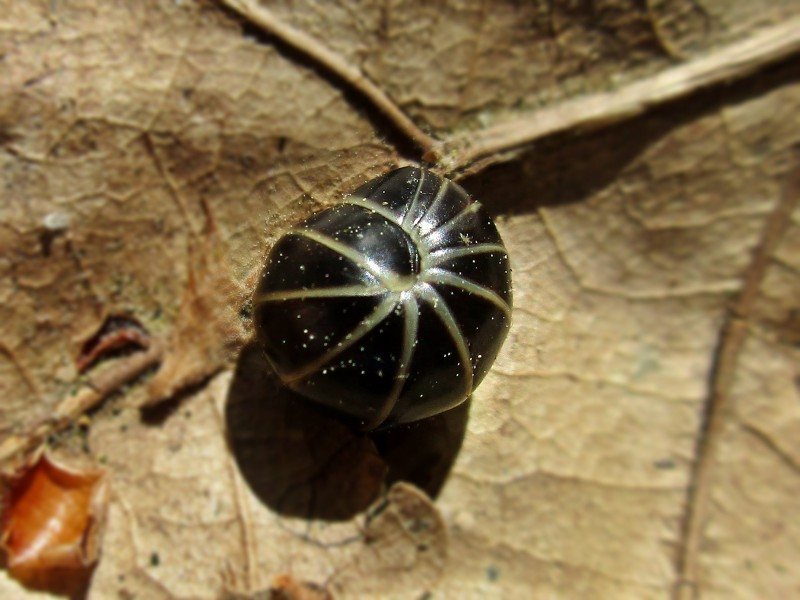
Многоножка клубовидка каемчатая
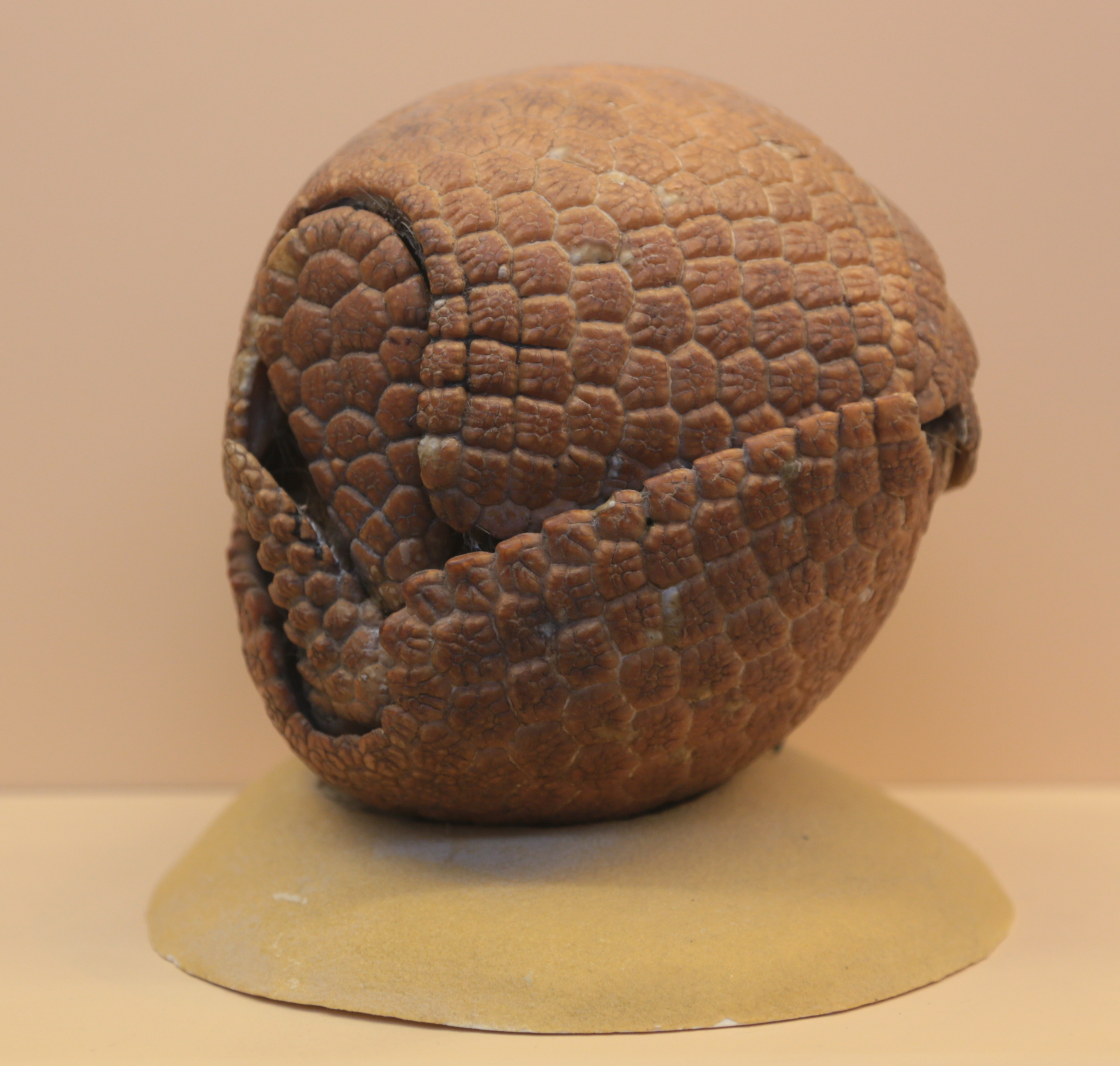
Броненосец (млекопитающее), свернувшийся в шар
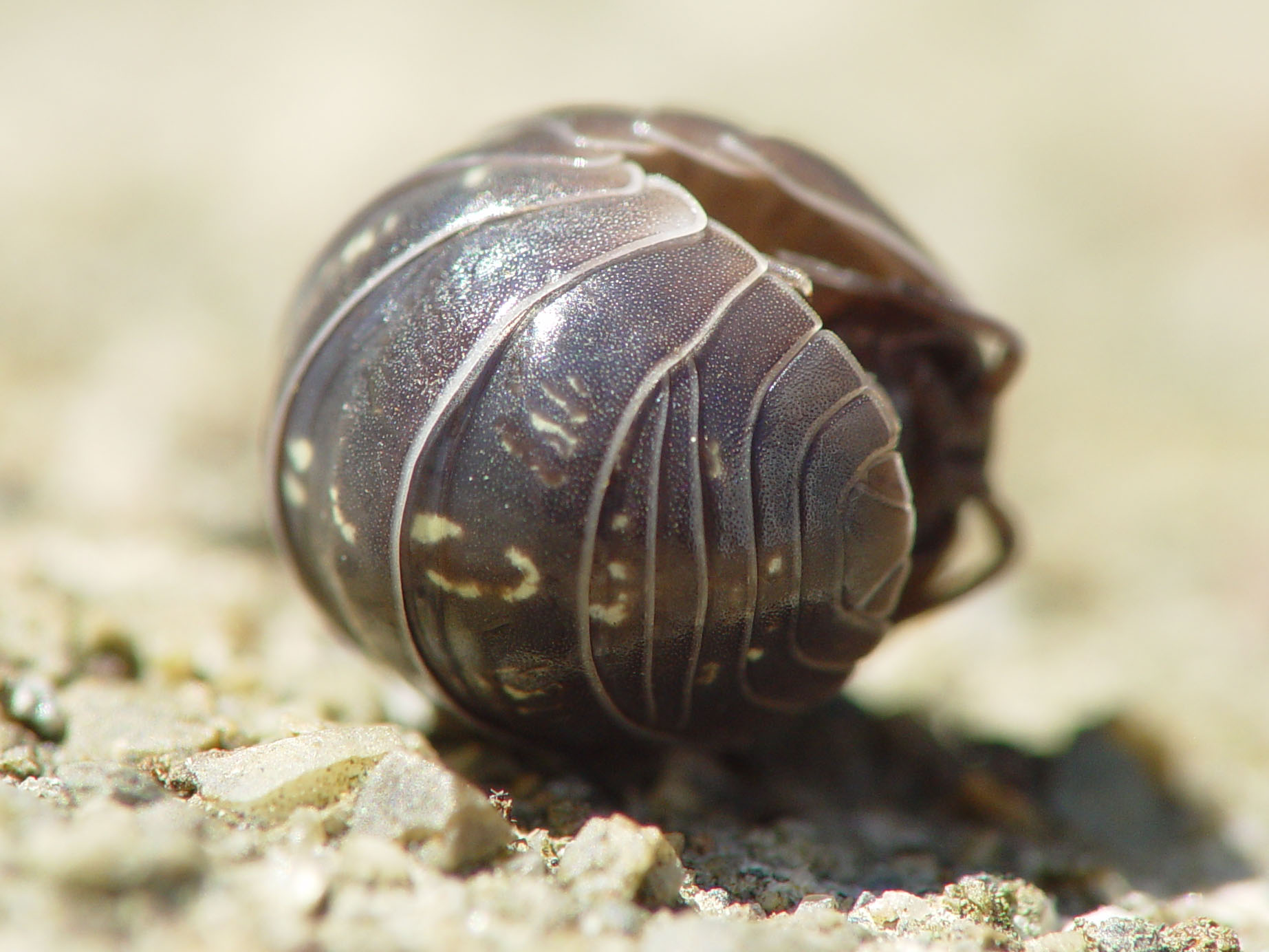
Мокрица-броненосец обыкновенная (ракообразное) раскрывается

## Описание

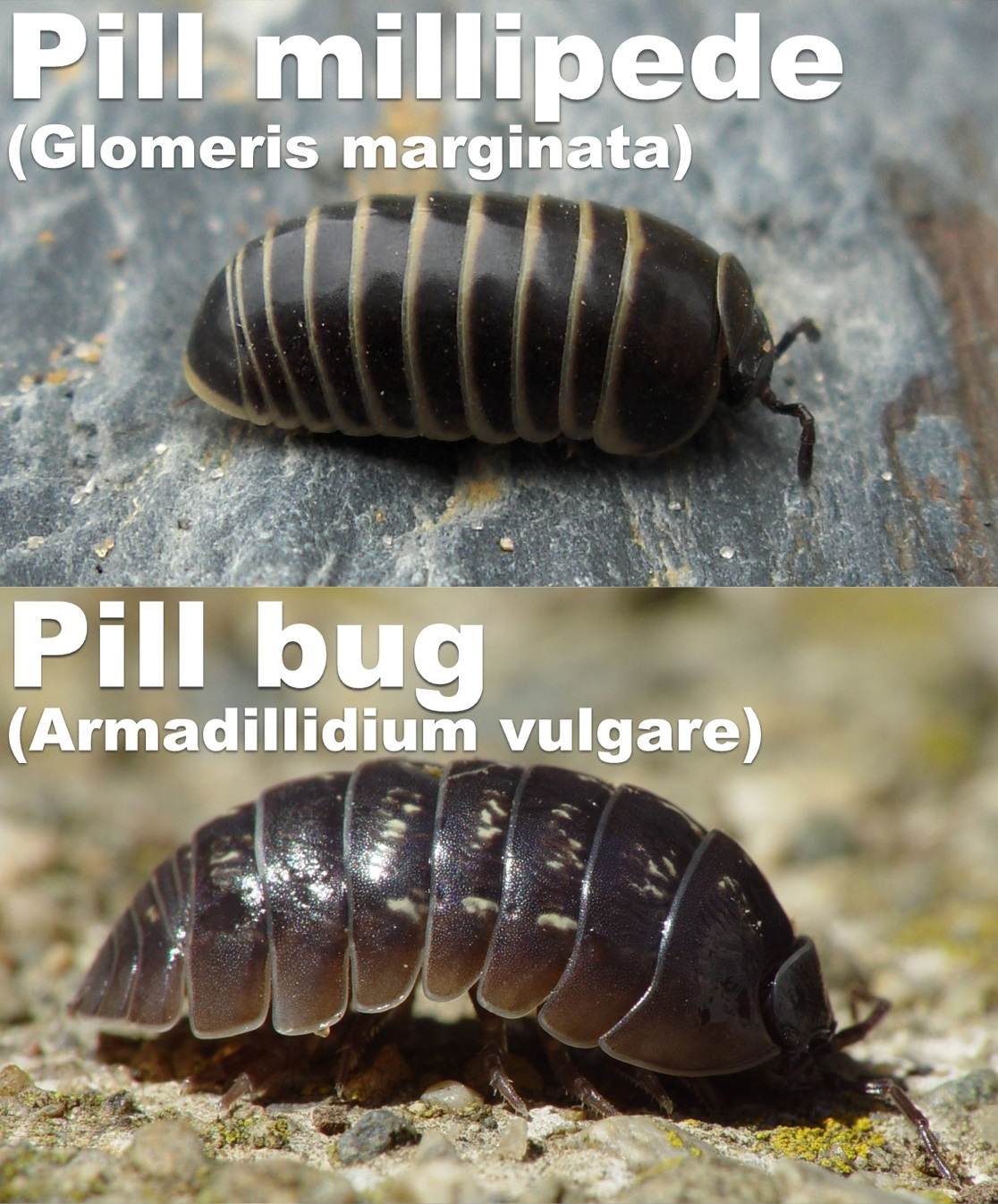
Сравнение многоножки-броненосца Glomeris marginata и мокрицы-броненосца Armadillidium vulgare

Многоножки-броненосцы обладают более коротким телом по сравнению с большинством других многоножек и имеют только от 11 до 13 сегментов тела,.
На спине многоножек-броненосцев можно насчитать 12 видимых щитков, а если их перевернуть, то можно насчитать 17 (у самок) и 19 (у самцов) пар ног. У самцов три последние пары ног преобразованы в гоноподий.
Многоножки-броненосцы способны сворачиваться в клубок, будучи потревоженными, что является защитой от хищников. Они также могут выделять вредную жидкость, которая может быть как едкой, так и токсичной для отпугивания хищников. Многоножки-броненосцы являются детритофагами, питаясь разлагающимся растительным веществом, как правило, в лесистой местности.

## Отряды

### Glomerida
Отряд Glomerida преимущественно встречается в Северном полушарии. Основное семейство — Сверташки (Glomeridae). Известный представитель — каемчатая клубовидка (Glomeris marginata). Они имеют от 11 до 12 сегментов тела и обладают спинными порами защитных желез, в отличие от боковых пор, наблюдаемых у многих других многоножек. Представители отряда Glomerida достигают максимальной длины 2 см, а глаза, если есть, это простые глазки, расположенные в один ряд.
Отряд содержит около 450 видов найденных в Европе, Юго-Восточной Азии и Америке. Четыре вида проживают на Британских островах.

### Sphaerotheriida
Отряд Sphaerotheriida — это таксон, распространённый в Гондване, состоящий из примерно 350 видов в Южной Африке, Мадагаскаре,, Австралазии и Южной Азии. Пять видов, все из рода Procyliosoma присутствуют в Новой Зеландии, а примерно 30 видов — в Австралии. Многоножки-броненосцы отряда Sphaerotheriidans имеют 13 сементов тела и не содержат отпугивающих пахучих желез. Многоножки-броненосцы отряда Sphaerotheriidans достигают размера до 10 см и всегда обладают большими глазами, по форме напоминающими почки.

### Amynilyspedida
Многоножки-броненосцы также включают в себя вымерший отряд Amynilyspedida из верхнего карбона Северной Америки и Европы.
Представители этого отряда отличались тем, что имели 14 или 15 сегментов тела.
Этот отряд содержит род Amynilyspes с уникальными шипами на тергитах, а также роды Glomeropsis, Archiscudderia и Palaeosphaeridium.